# ژلنیتسه (ناحیه موست)
ژلنیتسه (به چکی: Želenice) یک منطقهٔ مسکونی در جمهوری چک است که در ناحیه موست واقع شده‌است. ژلنیتسه ۹٫۷۶ کیلومتر مربع مساحت و ۴۵۶ نفر جمعیت دارد و ۲۱۱ متر بالاتر از سطح دریا واقع شده‌است.